# Édouard Kyrytch
Édouard Kyrytch, né le 2 juin 1942 à Omsk, RSFSR d'URSS, est un dessinateur et scénariste ukrainien, membre de l’Union nationale des artistes d'Ukraine depuis 1970 et de l’Union nationale des cinéastes d'Ukraine depuis 1974. Il est lauréat du Prix national Taras-Chevtchenko (1988), Artiste émérite d'Ukraine (1993) et Artiste du Peuple d'Ukraine (2004).

## Biographie

### Jeunesse et études
Édouard Kyrytch naît le 2 juin 1942 à Omsk, en pleine évacuation, lors de la Seconde Guerre mondiale. La famille revient en Ukraine en 1944. Il passe son enfance à Lviv, où il habite par la suite jusqu'en 1957. En 1961, il termine son cours de peinture à l’École d'art républicaine Taras-Chevchenko à Kyiv.
Entre 1962-1964, il étudie la musique et le chant au Conservatoire national Petro-Tchaïkovski dans la classe de Zoya Gaïdaï, chanteuse d'opéra ukrainienne (soprano),.
Il obtient son diplôme en design graphique en 1970 à l'Institut polygraphique Ivane-Fedorov de Kiev et occupe en 1972 la fonction de directeur artistique du Studio de cinéma ukrainien de films d'animation « Kyïvnaoukfilm / Ukranimafilm ».

### Dessins animés
Le premier épisode de « Comment les cosaques ont cuisiné le Koulich », du dessin animé sur les trois cosaques zaporogues Hraï, Oko et Tour sort en 1967, marquant le début de la série de dessins animés « Cosaques ». Le réalisateur, Volodymyr Dakhno, invite Edouard Kyrytch à travailler sur le deuxième épisode, « Comment les cosaques ont joué au football » et lui demande de changer l'apparence des personnages. Edouard Kyrytch accepte, et les cosaques sont désormais tels qu'on les voit sur l’écran aujourd'hui.
Le troisième épisode, intitulé « Comment les cosaques ont libéré leurs fiancées » (1973), sur lequel Édouard Kyrytch travaille comme directeur artistique, remporte le prix « Sesterce d’argent » du IVe Festival cinématographique international « Visions du Réel » à Nyon, en Suisse. Cependant, l'équipe, dont fait partie Édouard Kyrytch, n’a jamais vu la figurine : ce sont les fonctionnaires de Moscou qui se sont rendus en Suisse pour recevoir le prix.
Vu la grande popularité des dessins animés, le nombre d'aventures des Cosaques racontées dans la série augmente graduellement. En plus de travailler comme dessinateur, Édouard Kyrytch coécrit avec Volodymyr Dakhno le scénario d'un des épisodes : « Comment les Cosaques sont devenus des olympiens »,.
En tant que co-auteur de la série « Cosaques », Édouard Kyrytch, avec le réalisateur Volodymyr Dakhno et le directeur de la photographie Anatoliy Havrylov, reçoit le prix national Taras-Chevtchenko en 1988,.
Ukrposhta, l'opérateur postal national de l'Ukraine, lance un timbre-poste spécial en hommage aux « Cosaques ». Ce timbre remporte le concours « Le meilleur timbre-poste d'Ukraine » en 2020. Edouard Kyrytch est convié pour la présentation du timbre en tant qu'invité d'honneur.
Il travaille sur Les Aventures du capitaine Vrounguel de 1976 à 1979, puis sur Eneida pendant 3 ans, de 1988 à 1991. Soucieux de l'héritage littéraire d'Ivan Kotliarevsky, il écrit le scénario lui-même. Le dessin animé se compose de sept parties, chacune comportant 14 000 dessins. Trois assistants l'aident à multiplier les croquis qu'il a réalisés.

### Après le début de l'invasion russe
Après le 24 février 2022, lorsque la Russie lance une invasion militaire à grande échelle de l'Ukraine, Édouard Kyrytch et sa femme Tetiana sont évacués de Kiev vers Ivano-Frankivsk et organisent plusieurs rencontres artistiques avec des écoliers. Lors d'une de ces réunions, les enfants demandent à Edouard Kyrytch de dessiner les Cosaques combattant les Russes. L'artiste dessine Hraï, Oko et Tour sur un tableau avec de la craie.
C'est ainsi que l'idée d'un calendrier thématique lui vient. Edouard Kyrytch dessine les Cosaques sur un avion de chasse, avec de l'équipement militaire moderne, en compagnie de Boris Johnson, etc. Le calendrier est publié par la police de Kiev et distribué gratuitement.
Fin janvier et début février 2023, une exposition de ses œuvres a lieu à la galerie d'art « Mytets » à Kiev,.